# Selenomonas
Genre
Selenomonas est un genre bactérien à Gram négatif faisant partie de la famille des Selenomonadaceae dans l'embranchement des Bacillota. Ce genre comprend des bactéries impliquées dans les parodontites.

## Historique
C'est d'abord sous le nom de Spirillum sputigenum que l'espèce Selenomonas sputigena a été décrite par Carl Flügge. Le genre Selenomonas a quant à lui été décrit par Stanislaus von Prowazek en 1913.

## Description
Les bactéries du genre Selenomonas sont des bactéries gram négatives anaérobies obligatoires et ne formant pas de spores. Les cellules sont mobiles par l'intermédiaire de flagelles latéraux.

## Taxonomie
Le nom correct complet (avec auteur) de ce taxon est Selenomonas von Prowazek 1913.
L'espèce type est : Selenomonas sputigena (Flügge 1886) Boskamp 1922.

### Étymologie
L'étymologie de ce genre Selenomonas est la suivante : Se.le.no.mo.nas. Gr. fem. n. selênê, la lune; L. fem. n. monas, une unité; N.L. fem. n. Selenomonas, une unité en forme de lune. Le nom de ce genre est validé par l'ICSP dans la liste des noms approuvés de 1980.

### Synonymes
Selenomonas a pour synonyme :
- Ancyromonas Kent 1881

### Liste des espèces valides
Selon LPSN (15 juin 2023), le genre Selenomonas comprend 12 espèces publiées de manières valide et avec un nom correct :
- Selenomonas artemidis Moore et al. 1987
- Selenomonas bovis Zhang & Dong 2009
- Selenomonas dianae Moore et al. 1987
- Selenomonas flueggei Moore et al. 1987
- Selenomonas infelix Moore et al. 1987
- Selenomonas lacticifex Schleifer et al. 1990
- Selenomonas lipolytica Dighe et al. 1998
- Selenomonas montiformis Wylensek et al. 2021
- Selenomonas noxia Moore et al. 1987
- Selenomonas ruminantium (Certes 1889) Wenyon 1926
- Selenomonas sputigena (Flügge 1886) Boskamp 1922
- Selenomonas timonae Antezack et al. 2021

### Espèces aux noms préférés mais non valides
Selon LPSN (15 juin 2023), le genre Selenomonas comprend aussi des espèces qui ont été publiées de manière non valide mais dont le nom actuel reste le nom préféré, ce sont notamment les espèces suivantes :
- "Selenomonas acidaminophila" Nanninga et al. 1987
- "Selenomonas felix" Kuete et al. 2019
- "Selenomonas massiliensis" Belkacemi et al. 2018

### Espèces synonymes
- Selenomonas acidaminovorans a été renommée Thermanaerovibrio acidaminovorans (Guangsheng et al. 1997) Baena et al. 1999